# Johann Lopez Lazaro
Johann Lopez Lazaro (4 mei 1989) is een golfprofessional uit Frankrijk. Hij leerde golf te spelen op een van de oudste golfclubs van Frankrijk, de Golf de Valescure bij Saint-Raphaël.

## Amateur
Johan won het Nationaal Junioren Kampioenschap en het Portugees Amateur Kampioenschap. Voordat hij professional werd, was Johan Lopez Lazaro nummer 2 van Frankrijk en speelde onder meer in het Saint-Omer Open in 2010 en 2011. Zijn laatste overwinning als amateur was het Omnium op zijn thuisbaan. De nummers 2 t/m 10 waren allen professionals.

### Gewonnen
- 2008: Grand Prix de Nîmes Campagne
- 2009: Glacier SA Amateur (Z.Afrika), Nationaal Jeugdkampioenschap
- 2010: Portugees Amateur

### Teams
- St Andrews Trophy: 2010 (winnaars)
- Eisenhower Trophy: 2010 (winnaars)

## Professional
Lopez Lazaro werd in 2011 professional en speelt op de Challenge Tour.

### Gewonnen
- 2011: Omnium de la Rivièra (65-63-63, als amateur) op Valescure